# Inger Hanmann
Inger Frimann Hanmann (Stege, 7 novembre 1918 – Londra, 9 giugno 2007) è stata un'artista danese.
Le opere d'arte smaltate più famose di Inger Hanmann sono esposte all'aeroporto di Copenaghen e alla Danske Bank.

## Biografia
Inger nacque il 7 novembre 1918 a Stege, in Danimarca. Suo padre era Niels Christoffer Clausen, un veterinario, e sua madre era Dagmar Madsen. Suo padre la incoraggiò a frequentare equitazione e boxe. Allo stesso tempo lei manifestò un vivo interesse per la musica e la pittura. Quando suo padre si trasferì a Copenaghen, lei andò con lui, intraprendendo gli studi presso la Scuola di Design per Donne (Tegne- og Kunstindustriskolen for Kvinder) dal 1935 al 1938. Durante questi studi fu influenzata dai dipinti di Matisse e Picasso nei musei, e frequentò concerti di musica contemporanea e jazz. Inizialmente lavorò come insegnante.
Il 27 aprile 1938 sposò Niels Aage Hoppe, un avvocato. Ebbero una figlia, Marianne. Tuttavia, il matrimonio finì con un divorzio nel 1947.
Nel 1946, Hanmann frequentò la scuola di pittura di Peter Rostrup Bøyesen a Copenaghen, completando i suoi studi nel 1952. Durante questo periodo conobbe Poul Hanman, un pittore, e lo sposò dopo aver divorziato dal suo primo marito. Ebbero una figlia, Charlotte, che in seguito sarebbe diventata nota come fotografa e pittrice.
Insieme a suo marito, visse in un piccolo e modesto appartamento a Sydhavnen, nella parte meridionale di Copenaghen, per trent'anni. In seguito si trasferirono in un appartamento sulla Gammel Kongevej e aprirono i loro atelier individuali. Qui insegnavano disegno, beneficiando dei guadagni che ricevevano dall'insegnamento dell'arte nei corsi serali. Inger Hanmann presentava inoltre modelli di moda sui giornali di Copenaghen, sviluppando il proprio stile artistico.
Un cambiamento nella carriera di Hanmann avvenne quando incontrò Marius Schou, direttore della C. Schous Fabrikker, che le consigliò di proseguire il suo lavoro artistico adottando il mezzo dello smalto industriale, che l'azienda produceva. Ciò portò a un cambiamento nelle sue presentazioni artistiche poiché usava lo smalto per il suo lavoro decorativo. Collaborò con A. Michelsen e Georg Jensen, argentieri, adattando il suo stile pittorico alla realizzazione di molte opere di argenteria smaltate, alcune intarsiate con foglie d'argento e d'oro. Anche gli effetti di luce e colore emanati dallo smalto esercitarono una notevole influenza sui dipinti di Hanmann.
Una delle grandi opere d'arte smaltate di Hanmann in relazione all'architettura è una scultura alla Landmandsbanken, successivamente confluita nella Danske Bank, che è la più grande opera in smalto del mondo, inaugurata in occasione del 100º anniversario della banca nel 1971. Per l'aeroporto di Copenaghen, nel 1989, realizzò un manufatto in smalto che misurava 100 metri quadrati. Realizzò anche diversi rilievi smaltati per la Stege School, la Virum Hall e la piscina di Hørsholm. Nel 1990 realizzò un grande dipinto a timpano a Gammel Kongevej e nel 1999 una scultura mobile alta 15 metri per la nuova ambasciata danese a Berlino.
Le opere d'arte non figurative di Hanmann sono state esposte in molte mostre e musei, a livello nazionale e internazionale. Nel 1984-85 ha ricevuto una borsa di studio dalla National Bank Anniversary Foundation della Danimarca e nel 1988 ha beneficiato di una borsa di studio Anne Marie Telmányi.
Inger Hanmann morì il 9 giugno 2007 e fu sepolta nel cimitero Assistens a Copenaghen.